# Mehrnbach
Mehrnbach là một đô thị trong bang Thượng Áo. Đô thị này thuộc huyện Ried im Innkreis trong Innviertel và có dân số thời điểm ngày 1 tháng 1 năm 2001 là 2.305 người.
Mehrnbach nằm ở khu vực có độ cao 443 m trên mực nước biển. Kích thước khu vực là 6,2 km bắc-nam và 6,5 km đông-tây. Tổng diện tích là 22,2 km², 14,9% diện tích là rừng, 73,9% được sử dụng cho nông nghiệp. Các khu vực dân cư gồm Abstätten, Aich, Asenham, Atzing, Aubach, Aubachberg, Baching, Bubesting, Dopplhub, Fritzging, Gigling, Käfermühl, Langdorf, Mehrnbach, Probenzing, Renetsham, Riegerting, Sieber, Stötten, Steinbach, Thaling, và Zimetsberg.